# 法拉第杯
法拉第杯是一種設計成杯狀，用來測量帶電粒子入射強度的金屬製真空偵測器。測得的電流可以用來判定入射電子或離子的數量。
法拉第杯是用在電學有卓著貢獻的英國物理學家麥可·法拉第之姓氏來命名。

## 原理

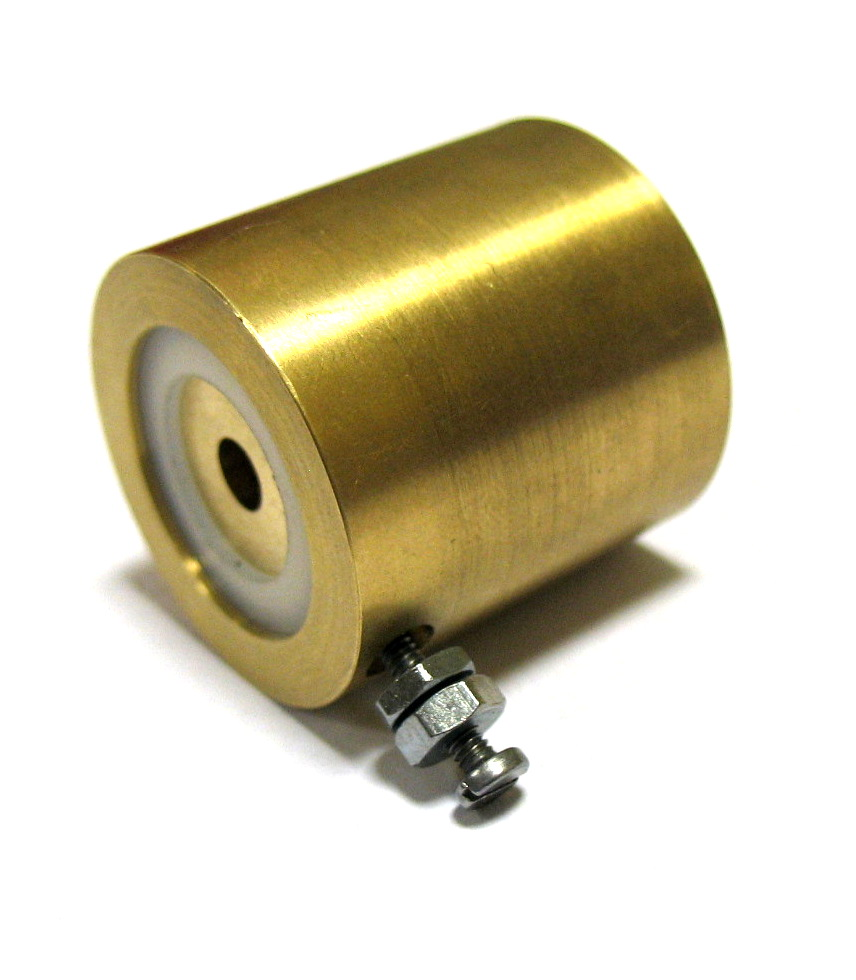
法拉第杯, 杯前面带有一個電子抑制蓋板

當離子或電子進入法拉第杯以後，會產生電流或電子流。對一個連續的帶單電荷的離子束來說：
其中，N 是離子數量、t 是時間(秒)、I 是測得的電流(安培)、e 是基本電荷(約 1.60 x 10-19 庫侖)。我們可以估算，若測得電流為 10-9 A (1 nA)，即約有六十億個離子被法拉第杯收集。
有兩種因素會造成測量的誤差，第一個是入射的帶電粒子撞擊法拉第杯表面產生低能量的二次電子而逃離；第二種是入射粒子的反向散射。可透過適當的設計來阻攔、減少這些誤差。
類似地，法拉第杯可以充當真空中電子的收集器（例如來自電子束）。在這種情況下，電子簡單地撞擊金屬板/杯並產生電流。法拉第杯不像電子倍增管探測器那麼靈敏，但由於測得的電流和離子數量之間存在直接關係，所以它們的準確度非常高。這種器件因其獨立於能量、質量、化學性質等分析物，而被認為是通用電荷檢測器。

## 等離子診斷

Fig. 1. 用於等離子診斷的法拉第杯

法拉第杯採用一個物理原理，根據該物理原理，傳遞到空心導體內表面的電荷在其外表面周圍重新分佈，這是由於相同符號的電荷的相互自我排斥 - 一個被法拉第發現的現象。
傳統的法拉第杯用於測量來自等離子體邊界的離子（或電子）流，包括一個金屬圓柱形接收器杯-1（圖1），用墊圈式金屬電子抑制器蓋封閉並與之隔離 - 2所示的實施例提供了具有表面積{\displaystyle S_{F}=\pi D_{F}^{2}/4}的孔的圓形軸向通孔。接收器杯和電子抑制器蓋都被包圍並且與接地的圓柱形屏蔽件3絕緣，該屏蔽件具有與電子抑制蓋-2中的孔重合的軸向圓孔。電子抑制器蓋通過50ΩRF電纜連接，其来源{\displaystyle B_{es}}可變直流電壓{\displaystyle U_{es}}。 接收器杯通過50ΩRF電纜通過負載電阻{\displaystyle R_{F}}連接，掃描發生器產生鋸齒型脈衝 {\displaystyle U_{g}(t)}。

## 應用
法拉第杯可以被用在許多需要偵測離子或電子的分析儀器裡，如質譜儀。法拉第杯沒有像其他帶電粒子偵測器如電子倍增管與微通道板如此靈敏。不過法拉第杯透過電流與電荷的轉換，可獲得準確的電荷數量。它們常被搭配使用，法拉第杯用來偵測較強的訊號，電子倍增管或微通道板用來偵測微小的訊號。此外，法拉第杯也有設計成阻滯電場分析儀（Retarding field analyzer, RFA）的形式，可用來測量離子束的強度與能量分佈。